# 스타얼라이언스

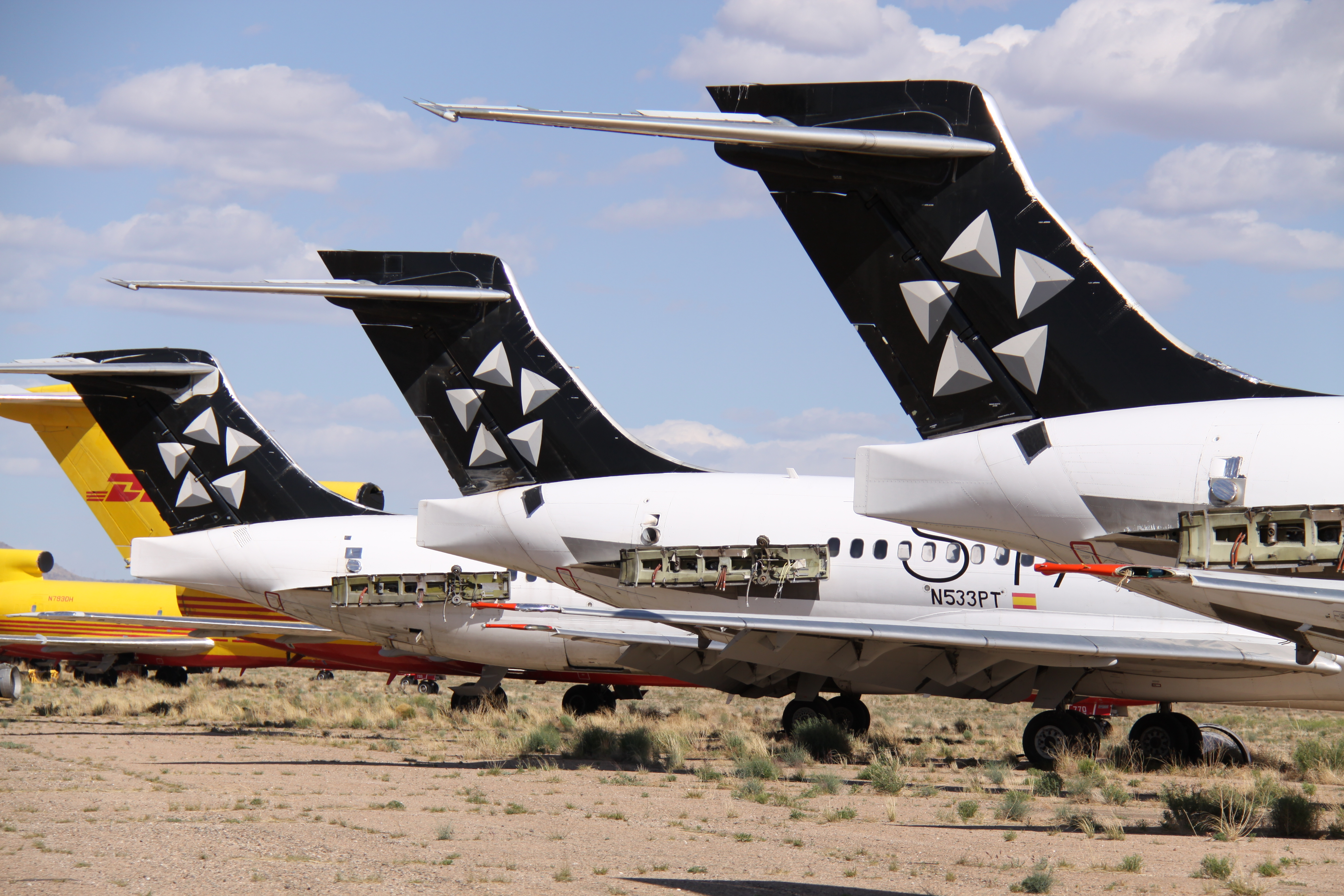
스타얼라이언스 도장 항공기들의 모습

스타얼라이언스(영어: Star Alliance)는 1997년 5월 14일 설립된 최초의 항공 동맹이다. 본부는 독일 헤센주 프랑크푸르트암마인에 있다.

## 회원사
- 2004년부터 스타얼라이언스는 참여 항공사를 회원사와 지역회원사로 나눠 확대하였으나 현재는 지역회원도 모두 정회원으로 변경되었고, 회원사와 연결 항공사로 가맹이 가능하다.

## 같이 보기
- 스카이팀
- 원월드
- 항공 동맹